# Pyxidanthera barbulata
Pyxidanthera barbulata ist eine von zwei Arten aus der Pflanzengattung Pyxidanthera in der Familie der Diapensiaceae. Sie sind endemisch im Osten Nordamerikas.

## Merkmale
Pyxidanthera barbulata ist ein immergrüner, kriechend wachsender Halbstrauch. Seine ungestielten Blätter sind ahlenförmig.
Die ungestielten Einzelblüten entspringen kurzen, dicht belaubten Verzweigungen. Die Kronblätter sind mittels der breiten Staubfäden der Staubblätter verwachsen zu einer Röhre. Die Staubbeutel sind zweifächrig und öffnen sich quer, Pollen wird nur freigesetzt, wenn die Staubbeutelspitze herabgedrückt wird. Staminodien fehlen. Der Griffel ist ebenso lang wie die Kronröhre.

## Systematik und Vorkommen
Die Gattung wurden 1803 von André Michaux erstbeschrieben. Phylogenetisch bildet sie das Schwestertaxon zu einer Klade aus Berneuxia, Shortia und Diapensia.
Die Gattung Pyxidanthera umfasst zwei Arten:
- Pyxidanthera barbulata Michx.: Die Laubblätter sind 3,5–10 Millimeter lang.[2] Sie ist im Osten Nordamerikas in New Jersey, North Carolina, South Carolina und Virginia beheimatet.[1]
- Pyxidanthera brevifolia Wells (Syn.: Pyxidanthera barbulata Michaux var. brevifolia (Wells) H.E. Ahles): Sie hat Laubblätter, die nur 2–4 Millimeter lang sind.[2] Sie kommt nur in einem kleinen Areal in North Carolina und South Carolina vor.[2] In diesem Gebiet kommen aber beide Arten vor.[2]

## Nachweise
1. 1 2 3 4  P.J.Scott: Diapensiaceae. In: Klaus Kubitzki (Hrsg.): The Families and Genera of Vascular Plants - Volume VI - Flowering Plants - Dicotyledons - Celastrales, Oxalidales, Rosales, Cornales, Ericales, 2004, S. 121, ISBN 978-3-540-06512-8
2. 1 2 3 4 5  Bruce A. Sorrie, Alan S. Weakley, Guy L. Nesom: Pyxidanthera Sims. In: Flora of North America, vol. 8.  .